# Andrew Quitmeyer
Andrew James Quitmeyer, detto Andy (Raleigh, 6 aprile 1986), è un docente, conduttore televisivo e artista statunitense.
È noto soprattutto per essere il conduttore del programma televisivo Science Survivor trasmesso su Discovery Science. Il suo settore di competenza lo ha auto-definito "naturalismo digitale". Quitmeyer è stato un docente di design multimediale interattivo all'Università nazionale di Singapore, tuttavia lasciò la sua posizione affermando che l'università "si preoccupava eccessivamente di inseguire inutilmente metriche e prestigi degli altri".
Dal 2015, Quitmeyer ricopre il ruolo di "Ambasciatore dell'Arte per le Filippine" grazie all'American Arts Incubator, un Dipartimento di Stato degli Stati Uniti d'America nonché programma congiunto ZERO1.
In precedenza era il cofondatore della società open-source di giocattoli erotici Comingle, la quale pubblicò progetti per un preservativo elettrificato open-source che divenne parte di una battaglia internazionale sulla proprietà intellettuale sulla tecnologia del sesso open-source coinvolgendo molti altri co-imputati come Kickstarter.

## Filmografia

### Animatore

#### Cinema
- Aqua Teen Hunger Force Colon Movie Film for Theaters, regia di Matt Maiellaro e Dave Willis (2007)

#### Televisione
- 12 oz. Mouse – serie animata (2005)
- Squidbillies – serie animata, 10 episodi (2005-2006)
- Metalocalypse – serie animata, 7 episodi (2006)
- Aqua Teen Hunger Force – serie animata, 6 episodi (2006)

### Attore

#### Cortometraggi
- Rude Awakening, regia di Brian Joseph Potter (2009)

#### Televisione
- Science Survivor - serie TV, 6 episodi (2017)

### Doppiatore
- 12 oz. Mouse – serie animata, 1 episodio (2006)